# Peter Tremayne
Peter Berresford Ellis (* 10. března 1943 v Coventry), publikující také pod pseudonymy Peter Tremayne a Peter MacAlan je britský spisovatel a historik. V češtině vyšly jeho historické detektivní romány tvořící sérii s hlavní postavou sestrou Fidelmou.

## Život
Peter Berresford Ellis se narodil v anglickém Coventry, přítomnost jeho rodiny na místě byla doložena už v roce 1288. Vystudoval Brighton College of Art, University of London a North East London Polytechnic. Začínal jako novinář, od roku 1975 se plně věnuje spisovatelské dráze.

## Dílo
Po odborné stránce se zabýval keltskou historií a kulturou. Napsal také životopisy spisovatelů jako Henry Rider Haggard, William Earl Johns a Talbot Mundy.
Znalost historie uplatnil ve své beletristické činnosti, vydal přibližně stovku knih historického a fantasy žánru. Pod pseudonymem Peter Tremayne vydává známou sérii detektivních příběhů se sestrou Fidelmou, odehrávající se většinou na britských ostrovech v 7. století, která je překládána také do češtiny. Sestra Fidelma, pocházející z irské královské rodiny, řeší případy se svým společníkem bratrem Eadulfem. V příbězích hraje často roli politická a náboženská situace a propracovaný irský právní systém.

### Případy sestry Fidelmy
- Rozhřešení vraždou (Absolution By Murder, 1994, česky 2004)
- Rubáš pro arcibiskupa (Shroud for the Archbishop, 1995, česky 2012)
- Nechte maličkých (Suffer Little Children, 1995, česky 2004)
- Symbol smrti (The Subtle Serpent, 1996, česky 2014)
- Pavoučí síť (The Spider's Web, 1997, česky 2016)
- Údolí stínů (Valley of the Shadow (1998, česky 2017)
- Mnich, který zmizel (The Monk Who Vanished 1999, česky 2019)
- Act of Mercy (1999)
- Paní temnot (Our Lady of Darkness, 2000, česky 2005)
- Hemlock At Vespers (2000)
- Dým ve větru (Smoke in the Wind, 2001, česky 2007)
- Opat s mečem (The Haunted Abbot, 2002, česky 2007)
- Zlý úplněk (Badger's Moon, 2003, česky 2008)
- Whispers of the Dead (2004)
- Zvon malomocného (The Leper's Bell, 2004, česky 2008)
- Pán duší (Master of Souls, 2005, česky 2009)
- Modlitba za zatracence (A Prayer for the Damned, 2006, česky 2009)
- Tanec s démony (Dancing with Demons, 2007, česky 2010)
- Ztracený relikviář (Council of the Cursed, 2008, česky 2010)
- Holubice smrti (The Dove of Death, 2009, česky 2011)
- Kalich krve (The Chalice of Blood, 2010, česky 2012)
- Jezdec věstí smrt (Behold A Pale Horse, 2011, česky 2013)
- Sedmá polnice (The Seventh Trumpet, 2012, česky 2013)
- Vykoupení krví (Atonement Of Blood, 2013 česky 2015)
- Ďáblova pečeť (The Devil's Seal, 2014, česky 2016)
- Druhá smrt (The Second Death 2015, česky 2018 )
- Pokání mtrtvých (Penance of the Damned 2017, česky 2019)
- Bloodmoon (2018)
- Blood in Eden (2019)
- The Lair of the White Fox (2016)
- Night of the Lightbringer (2016)
- Die Wahrheit ist der Lüge Tod (world first of uncollected novellas and short stories) (2018)
- Bloodmoon(2018
- Blood in Eden (2019)

povídky:
- Hemlock At Vespers (2000) – soubor krátkých příběhů

- Whispers of the Dead (2004) – soubor krátkých příběhů